# Korupodendron
Korupodendron es  un género monotípico perteneciente a la familia  Vochysiaceae. Su única especie es Korupodendron songweanum.  Fue descubierto por primera vez en Korup NP en el noroeste de Camerún.  Korupodendron difiere del género africano Erismadelphus por tener tres sépalos petaloides visibles y dos sépalos no perceptibles.

## Descripción
K. songweanum es una especie de árbol de altura del dosel arbóreo, con hojas opuestas simples, la forma de la hoja es elíptica a oval, y un ápice acuminado, midiendo 8-12.5 x 4-6 cm. Las flores son sésiles, zigomorfas con cinco sépalos blancos fundido en la base, y cinco pétalos libres. Los frutos son indehiscentes, con tres alas grandes y dos pequeñas.

## Distribución y hábitat
Las especies son naturales del hábitat de tierras altas tropicales húmedas de la selva tropical. Se distribuye desde el noroeste de Camerún al norte de Gabón. La población fue descubierta recientemente en el parque nacional Mbé en Gabón.

## Taxonomía
Korupodendron songweanum fue descrita por Litt & Cheek y publicado en Brittonia 54: 14, en el año 2002.
Etimología
El epíteto songweanum fue nombrado en honor del Dr. N. Songwe.